# M. Chevalier de Monville
M. Chevalier de Monville (Barón Hippolyte Boissel de Monville, o Hippolite Boisel de Monville) ( 1794 - 1863) fue un botánico francés.
Fue un especialista en la familia de Cactaceae.
Se poseen 163 registros de sus identificaciones y nombramientos de nuevas especies.

## Honores

### Epónimos
Género
- (Cactaceae) Monvillea Britton & Rose[1][2]

Especies
- (Cactaceae) Cereus monvilleanus F.A.C.Weber ex K.Schum.[3]
- (Cactaceae) Cleistocactus monvilleanus F.A.C.Weber ex Rol.-Goss.[4]
- (Cactaceae) Gymnocalycium monvillei Pfeiff. ex K.Schum.[5]

## Obra
- Notice sur les serres et les cultures de M. de Monville. En: L'Horticulteur universel, journal général des jardiniers et amateurs, présentant l'analyse raisonnée des travaux horticoles français et étrangers. Vol. 1, París, 1839, pp. 179-183
- Mélanges. Cactées nouvelles. En: L'Horticulteur universel, journal général des jardiniers et amateurs, présentant l'analyse raisonnée des travaux horticoles français et étrangers. Vol. 1, París, 1839, pp. 217-173
- Descriptions des fleurs de quelques espèces de Mammillaires In: Revue Horticole Journal d'horticulture pratique. IV. Serie, tomo II, pp. 202-205. París, 1841
- Catalogue des Plantes Exotiques composant la Collection de Monville. Rouen, 1846

- La abreviatura «Monv.» se emplea para indicar a M. Chevalier de Monville como autoridad en la descripción y clasificación científica de los vegetales.[6]